# Liên đoàn bóng đá Quần đảo Solomon
Liên đoàn bóng đá Quần đảo Solomon (tiếng Anh: Solomon Islands Football Federation) là tổ chức quản lý, điều hành các hoạt động bóng đá ở Quần đảo Solomon. Liên đoàn quản lý đội tuyển bóng đá quốc gia nam và nữ, tổ chức giải vô địch bóng đá Quần đảo Solomon. Liên đoàn bóng đá Quần đảo Solomon gia nhập FIFA và OFC cùng năm 1988.